# Heute österreich
Heute in Österreich (en español, Hoy en Austria), desde el año 2012 conocido como Heute österreich, es un magacín de actualidad austríaco que se emite en la cadena ORF. Después de su emisión le siguen los programas heute leben y  heute konkret.

## Presentadores
Hasta el año 2012 fueron Wolfram Pirchner y Katharina Kramer los encargados de presentar Heute in Österreich. Desde el año 2012 lo presentan Martin Ferdiny y Ute Hofstätter-Pichler, ya con el nuevo nombre Heute österreich. Después del permiso de maternidad de Ute Hofstätter-Pichler, fue sustituida en agosto de 2013 por Susanne Höggerl. Los presentadores también trabajan en el programa informativo heute mittag, emitido por la cadena ORF 2 a las 13:15 horas.